# 2934 Aristophanes
2934 Aristophanes là một tiểu hành tinh vành đai chính, được phát hiện bởi Cornelis Johannes van Houten, Ingrid van Houten-Groeneveld và Tom Gehrels năm 1960. Nó được đặt theo tên Aristophanes. Aristophanes có đường kính 47.38 km.